# Löftet (musikalbum)
Löftet är ett studioalbum av Paragon från 2005.

## Låtlista
1. "Hemkomsten" (intro) (prod. Sakis Skondras)
2. "Löftet" (prod. Michel Rocwell)
3. "Laganda" (prod. Michel Rocwell)
4. "Lever För Dan" (prod. Astma)
5. "Armbåga Dig Fram" (prod. Astma)
6. "Kom Gå Med Oss" (med Ison & Fille) (prod. Sakis Skondras)
7. "Har Aldrig Lämnat Dig" (prod. Astma)
8. "Jag Försöker" (med Rico Won) (prod. Astma)
9. "Snöra Upp Dom" (prod. Michel Rocwell)
10. "Se I Mina Ögon" (med Vendetta och Aleks)
11. "Efter Midnatt" (prod. First heat & Abiel)
12. "Stormväder" (prod. Astma)
13. "Det Är Inte Mer Än Rätt" (prod. Astma)
14. "Lita På Mig" (prod. Sakis Skondras)
15. "Tystnad"
16. "Välkomna Mig Tillbaks" (prod. Charlie)(Bonusspår)